# Mission d'observation des Nations unies au Salvador
La Mission d'observation des Nations unies au Salvador ou ONUSAL est une mission conduite par l'Organisation des Nations unies (ONU) entre le 20 mai 1991 et le 30 avril 1995,. Cette mission a pour objectif de superviser la mise en œuvre du plan de paix consécutif à la guerre civile salvadorienne commencée en 1980 et qui se termine en janvier 1992 avec la conclusion des Accords de Paix de Chapultepec.

## Contexte
La guerre civile embrase le Salvador durant tout le long des années 1980 et oppose le Front Farabundo Martí de libération nationale (une guérilla marxiste), aux militaires et aux partis de droite dont l'Alliance républicaine nationaliste (un parti d'extrême-droite). Durant cette guerre, les États-Unis soutiennent les partis conservateurs dans l'objectif d'éviter que le Salvador ne connaisse le même scénario que le Nicaragua où les rebelles de gauche sandinistes se sont imposés. L'arrivée au pouvoir de l'extrême-droite en 1989 ravive les tensions. En effet, les rebelles tentent de profiter de l'arrivée au pouvoir d'un gouvernement plus radical susceptible de susciter plus d'oppositions de la part de la population qu'un gouvernement plus modéré. Ainsi, les rebelles mènent une violente offensive en 1989. Toutefois, à la suite de cette montée de tensions et de la répression de l'armée qui s'ensuit, la situation commence à changer. La population se lasse de la guerre et la fin de la guerre froide incite les Américains à favoriser les négociations et non plus à soutenir fermement le régime de droite contre la contagion communiste. De leurs côtés, les autres pays d'Amérique centrale s'inscrivent clairement dans la démarche d'une solution négociée. Finalement, au début de l'année 1992, le secrétaire général de l'ONU parvient à la signature d'un accord de paix entre les deux parties.

## Mandat et historique de l'ONUSAL

Ruban de la médaille de l'ONUSAL.

C'est la résolution 693 du Conseil de sécurité des Nations unies adoptée à l'unanimité le 20 mai 1991 qui créé l'ONUSAL. Selon Boutros Boutros-Ghali, c'est la première mission de l'ONU à être engagée avant l'obtention d'un cessez-le-feu. Elle représente donc une étape importante dans l'évolution des missions de maintien de la paix menées sous l'égide des Nations unies. L'ONUSAL commence à être déployé au printemps 1991 et a pour mission de surveiller l'avancée des négociations puis de veiller à la bonne application de l'accord de paix après la signature de celui-ci. Avant la signature de l'accord de paix, l'ONUSAL se charge aussi de vérifier l'application de l'accord de San José relatif aux droits de l'homme signé par les deux parties en 1990.
Parmi les mesures prévues par l'accord de paix de Chapultepec figurent un cessez-le-feu, la réduction des forces armées et leur réforme, la création d'une nouvelle police, la réforme de la justice et du système électoral, la modification du régime foncier, le respect des droits de l'homme et d'autres mesures d'ordre économique,. La plupart des mesures prévues sont atteintes. Ainsi, la réduction de moitié des effectifs de l'armée est terminée dès l'été 1992 et le FFMLN est légalisé en janvier 1993. Après la fin officielle du mandat de l'ONUSAL, une petite équipe des Nations-Unies reste au Salvador pour finaliser les derniers points du programme de paix qui n'ont pas encore été complètement appliqués à la date du 30 avril 1995.
| Résolution                                              | Adoptée le        |
| ------------------------------------------------------- | ----------------- |
| Résolution 693 du Conseil de sécurité des Nations unies | 20 mai 1991       |
| Résolution 714 du Conseil de sécurité des Nations unies | 30 septembre 1991 |
| Résolution 729 du Conseil de sécurité des Nations unies | 14 janvier 1992   |
| Résolution 784 du Conseil de sécurité des Nations unies | 30 octobre 1992   |
| Résolution 791 du Conseil de sécurité des Nations unies | 30 novembre 1992  |
| Résolution 832 du Conseil de sécurité des Nations unies | 27 mai 1993       |
| Résolution 888 du Conseil de sécurité des Nations unies | 30 novembre 1993  |
| Résolution 920 du Conseil de sécurité des Nations unies | 26 mai 1994       |
| Résolution 961 du Conseil de sécurité des Nations unies | 23 novembre 1994  |
| Résolution 991 du Conseil de sécurité des Nations unies | 28 avril 1995     |

### Effectifs et budget
L'ONUSAL est une mission composée d'observateurs militaires dont le nombre est fixé entre 368 et 380 et de 631 observateurs de police. En plus de ces observateurs, 140 civils internationaux et 180 agents locaux participent à cette mission dont le coût total est de 107 003 650 dollars,. Cinq membres de l'ONUSAL périssent au cours du mandat dont 3 observateurs de police et 2 agents locaux. En tout 17 États participent à cette mission en mettant à disposition du personnel militaire et de la police civile dont voici la liste, :
- Argentine ;
- Autriche ;
- Brésil ;
- Canada ;
- Chili ;
- Colombie ;
- Équateur ;
- Espagne ;
- France ;
- Guyana ;
- Inde ;
- Irlande (jusqu'en mai 1994[7] ;
- Italie ;
- Mexique ;
- Norvège ;
- Suède ;
- Venezuela

## Sources
- Page sur l'ONUSAL sur le site de recherche francophone sur les opérations de paix
- Document de l'ONU sur l'ONUSAL
- (en) Page sur l'ONUSAL sur le site des forces de défense irlandaises
- Résolution 693